# Homentrop
Homentrop ist ein Begriff aus der Strömungslehre und bezeichnet eine isentrope Strömung:
{\displaystyle {\frac {\mathrm {D} s}{\mathrm {D} t}}=0,}
in der die spezifische Entropie {\displaystyle s}, d. h. die Entropie pro Masseteilchen, homogen verteilt ist:
{\displaystyle \nabla s=0}
mit dem Nabla-Operator {\displaystyle \nabla .}
Anders ausgedrückt: die Entropie ist gleich verteilt, sowohl über der Zeit als auch im Raum. Homentrop beinhaltet somit auch die Vereinfachungen reibungsfrei und keine Wärmeleitung.
Eine weitere Bedingung für Homentropie ist:
{\displaystyle \mathrm {d} p=a^{2}\cdot \mathrm {d} \rho }
mit
- dem Druck {\displaystyle p} und
- der Dichte {\displaystyle \rho .}

Die Schallgeschwindigkeit {\displaystyle a} ist auf diese Weise definiert:
{\displaystyle \Leftrightarrow a^{2}=\left({\frac {\partial p}{\partial \rho }}\right)_{s}}

## Bernoullische Gleichung
Für eine homentrope und inkompressible Strömung kann über die Bernoullische Gleichung der Zusammenhang zwischen Druck und Geschwindigkeit zwischen zwei Punkten berechnet werden:
{\displaystyle {\frac {\partial \Phi }{\partial t}}+{\frac {1}{2}}\;\nabla \Phi \;\nabla \Phi +{\frac {p}{\rho }}+\psi =C(t)}